# Spoorwegen van A tot Z
Zie ook: Openbaar vervoer van A tot Z en Tram en metro van A tot Z voor artikelen over de meer vervoerkundige kant van spoorwegen, alsmede over andere vervoermiddelen in het openbaar vervoer.

## A
- Aansluiting (spoorlijn)
- AB, Plan
- accutrein
- ACEC
- Acela
- ACTS Nederland BV
- Adtranz
- Advanced Passenger Train
- Afzet Container Transport Systeem
- AHOB
- AKI-AHOB-ombouwprogramma
- Albulaspoorlijn
- Allan
- Alstom

- Alta Velocidad Española
- AM62
- AM66
- AM73
- AM80
- AM86
- AM96
- Ambtenarentrein
- Amtrak
- AnsaldoBreda
- APT-E/P
- Amsterdam Centraal
- Antwerpen-Centraal
- AR41

- Arlbergspoorlijn
- Arriva
- Arriva Personenvervoer Nederland
- Arriva Trains Wales
- Assenteller
- ATB
- ATB Eerste Generatie
- ATB-EG
- ATB-NG
- ATB Nieuwe Generatie
- Automatische halve overwegbomen
- Automatische knipperlichtinstallatie (AKI)
- Automatische treinbeïnvloeding
- AVE

## B
- B, Plan
- Baanvaksnelheid
- Baikal-Amoerspoorweg
- Bak
- Ballastbed
- ballastloos spoor
- Baureihe 101
- Beijnes
- Bels lijntje
- Berlijn, S-Bahn
- Besluit geluidhinder spoorwegen
- Betuwelijn

- Betuweroute
- Biels
- Blauwe Engel
- Blokkendoos
- Blokstelsel
- BLS AG
- Bombardier Itino
- Bombardier Transportation
- Bombardier TRAXX
- Boog
- Borkener baan
- Bosnisch smalspoor

- Bovenleiding
- Bovenleidingvoltages (lijst)
- BR 101
- Brabantse Lijn
- Breedspoor
- Brennerspoorlijn
- British Railways
- Britse spoorwegmaatschappijen (lijst)
- Brussel-Centraal
- Buffel

## C
- C, Plan
- Canadian Pacific Railway
- CARE
- c2c
- Ceintuurbaan
- Centraalspoorweg
- Centraal station
- Central Trains
- CFL
- Chemins de Fer Luxembourgeois
- Chihuahua al Pacífico

- Chiltern Railways
- Cisalpino
- CityPendel
- CityNightLine
- Cityrunner
- CIWL
- Class 59
- Class 370
- CNL
- Compagnie Internationale des Wagons-Lits
- Computer Aided Railway Engineering

- Conducteur
- Connex
- Connexxion
- Contrarails
- Coradia LINT
- Crocodile
- CTRL

## D
- D, Plan
- Dampfbahn Furka-Bergstrecke
- Darjeelingspoorweg
- DART
- DB
- DBAG
- DD-AR
- DE1
- DE2
- Den Haag Centraal
- Deutsche Bahn
- Deutsche Bundesbahn
- Deutsche Reichsbahn
- Derde rail
- Desiro
- DH1

- DH2
- Dienstregeling
- Dienstregelingspad
- Dienstregeling 2007
- Dieselloc
- Dieselmaterieel '90
- Dieseltrein
- Dieseltreinstel
- Dieselvijf
- Dillen & Le Jeune Cargo
- DLC
- DLR
- DM '90
- Docklands Light Railway
- Dodemansknop
- Dodenspoorlijn

- Dokkumer lokaaltje
- Dorfbahn Serfaus
- DR
- Draaischijf
- Draaistel
- Draisine
- Drammensbanen
- Driehoeken
- Drierailig spoor
- Dubbeldekker
- Dubbelspoor
- Dublin Area Rapid Transit
- Duitse spoorwegmaatschappijen (lijst)
- Dwarsligger
- Dynamisch Railverkeersmanagement

## E
- E, Lijn
- E, Plan
- D'Eenhonderd Roe, station
- Eilandperron
- Elektrificatie
- Elektrificatie van spoorlijnen in Nederland
- Elektrificatiesystemen (lijst)
- Elektrische tractie

- Elektrische trein
- Emplacement
- Engels wissel
- English, Welsh and Scottish Railway
- Enkelspoor
- Eurocity
- European Rail Traffic Management System

- European Train Control System
- EuroSprinter
- Eurostar
- Eurotunnel
- EWS

## F
- F, Lijn
- F, Plan
- Ferrocarriles Españoles de Vía Estrecha
- Ferrocarrils de la Generalitat de Catalunya
- Ferrocarrils de la Generalitat Valenciana
- Ferrovie dello Stato Italiane

- FEVE
- FGC
- FGV
- First Great Western
- First Great Western Link
- First ScotRail

- Flevolijn
- Fly-over
- Funiculaire

## G
- G, Plan
- Gatwick Express
- Gedecentraliseerde treindienst
- Geldersch-Overijsselsche Lokaalspoorweg-Maatschappij
- GelenkTriebWagen
- GEN
- Geocode
- George Stephenson

- Geschiedenis van de spoorwegen in Nederland
- Gewestelijk ExpresNet
- Glacier Express
- Gladde rails
- GOLS
- Go Pass
- GNER
- Goederenspoorlijn
- Goederentrein

- Goederenwagon
- Gooiboog
- Gooilijn
- Go Pass
- Great North Eastern Railway
- Groefrails
- Groninger Lokaalspoorweg-Maatschappij
- GSM-Rail
- GTW

## H
- H, Lijn
- Haarlemmermeerspoorlijnen
- Hanzelijn
- Harlem Line
- Havenspoorlijn
- Heathrow Express
- Hector Rail
- Heilige lijn
- Hemboog
- Hemtunnel
- Herik Rail
- Heuvellandlijn
- Hidjazspoorweg

- High Speed Alliance
- High Speed 1
- HIJSM
- Hoekse Lijn
- Hofpleinlijn
- Hogelandspoor
- Hogesnelheidslijn
- Hogesnelheidstrein
- Hollandsche IJzeren Spoorweg-Maatschappij
- Hondekop
- Hoofdrailnet
- Hoofdspoorweg

- HSA
- HSL
- HSL 1
- HSL 2
- HSL 3
- HSL 4
- HSL-Oost
- HSL-Zuid
- HSM
- Hudson Line
- Hull Trains

## I
- I10
- I11
- ICE 3
- IGO
- IJmondlijn
- IJssellijn
- IJzeren Rijn

- Infrabel
- Infraspeed
- Integratie Gelderland Oost
- Intercity
- InterCityExpress
- Intercitymaterieel
- Intercityrijtuig

- InterRegio
- IR-trein
- Island Line
- Itino
- ITL Benelux
- IVO-wissel

## J
- Jacobsdraaistel

## K
- K, Lijn
- K, Plan
- Kaap-Caïro-spoorweg
- Kaapspoor
- Kabelspoorweg
- Kabeltrein
- Kameel
- Kamperlijntje

- Kantelbaktrein
- Keerdriehoek
- Kernnet
- Kippenlijn
- Kijfhoek
- Klassiek motorstel
- Königlich Preußische Eisenbahn-Verwaltung
- Koploper

- Kopmaken
- Koppelen
- Kopspoor
- Kopstation
- KPEV
- Krokodil
- Kruiswissel

## L
- L, Plan
- L-trein
- Langstraatspoorlijn
- lastgeving
- Lawaspoorweg
- Leiden Centraal
- LGV
- Lightrail
- Lighttrain
- Ligne à Grande Vitesse
- Linienförmige Zugbeeinflussung
- Linienzugbeeinflussung
- LINT

- Lokaalspoorweg
- Locaalspoorwegmaatschappij Hollands Noorderkwartier
- Locomotief
- Locserie 1000
- Locserie 1100
- Locserie 1200
- Locserie 1300
- Locserie 1500
- Locserie 1600
- Locserie 1700
- Locserie 1800
- Locserie 2000

- Locserie 2200
- Locserie 2400
- Locserie 2600
- Locserie 2800
- Locserie 2900
- Locserie 6400
- locomotor
- Locomotorserie 100
- Locomotorserie 200
- Lokaalspoorweg
- Lovers Rail
- Luchtspoor
- LZB

## M
- M, Plan
- M4
- M5
- M6
- Maaslijn
- Maastricht-Lanaken
- Maatschappij tot Exploitatie van Staatsspoorwegen
- machinist
- Magneetrem
- Magneetzweeftrein
- Marnelijn
- Mat '24

- Mat '34
- Mat '36
- Mat '40
- Mat '46
- Mat '54
- Mat '57
- Mat '64
- Materieel (Nederland, lijst)
- Museum Buurtspoorweg
- Museumstoomtram Hoorn - Medemblik
- Meersporigheid
- Memor
- Merseyrail

- Merwede-Lingelijn
- Middennet
- Midland Mainline
- Miljoenenlijn
- Monorail
- Moskou Expres
- Motorpost
- Motorrijtuig
- Motorwagens van de NMBS
- Museum Buurtspoorweg
- Museumspoorlijn

## N
- N, Plan
- Nationale Maatschappij der Belgische Spoorwegen
- National Express East Anglia
- NBS Köln - Rhein/Main
- NBDS
- NCS
- Nederlandsche Centraal-Spoorweg-Maatschappij
- Nederlandsche Rhijnspoorweg-Maatschappij
- Nederlandse spoorwegmaatschappijen (lijst)
- Nederlandse stations (lijst)
- Nederlands materieel (lijst)
- Nederlandse Spoorwegen
- Nederlands Spoorwegmuseum

- Nederlands-Zwitsers TEE-treinstel
- NedTrain
- NESM
- Network Rail
- Neubaustrecke Köln - Rhein/Main
- New Haven Line
- NFLS
- NMBS
- NMBS-stations (lijst)
- NOLS
- Noord-Brabantsch-Duitsche Spoorweg-Maatschappij
- Noord-Friesche Locaalspoorweg-Maatschappij
- Noordelijke Nevenlijnen
- NoordNed

- Noordoosterlocaalspoorweg-Maatschappij
- Noord-zuidverbinding (Antwerpen)
- Noord-zuidverbinding (Brussel)
- Nootdorpboog
- Nordlandsbanen
- Normaalspoor
- North East Line (Singapore)
- Northern Rail
- North South Line (Singapore)
- Nostalgie Expresse Spoorweg Maatschappij
- NRS
- NS
- NS-stations (lijst)
- NSM

## O
- ÖBB
- Omgrenzingsprofiel
- Onderstation

- Oosterspoorweg
- Österreichische Bundesbahnen
- Oude Lijn

- Overweg

## P
- P-trein
- Pantograaf
- Pec (postrijtuig)
- PEG
- Programma Verbeteren Veiligheid op Overwegen
- Pendolino
- Perron
- Philipslijn
- Piekuurtrein
- Pilatusbahn
- Plan A
- Plan AB
- Plan B

- Plan C
- Plan D
- Plan E
- Plan F
- Plan G
- Plan L
- Plan M
- Plan N
- Plan P
- Plan Q
- Plan T
- Plan U
- Plan V
- Plan W

- Plan X
- Plan Y
- Plan Z
- Ponlijn
- Postrijtuig
- Prignitzer Eisenbahn GmbH
- Procesleider rijwegen
- Profiel van vrije ruimte
- PVVO
- ProRail
- PVR
- Punktförmige Zugbeeinflussung (PZB)

## Q
- Q, Plan
- Quiktrol

## R
- Raccordement
- Rail
- Railinfratrust
- Railinzetplaats
- Railion
- Railhopper
- Railprofiel
- Railverkeersleiding
- Randstadspoor
- Rangeerdeel
- Rangeerder
- Rangeerlocomotief
- Rangeerlocserie 400

- Rangeerlocserie 450
- Rangeerlocserie 500
- Rangeerlocserie 600
- Rangeerlocserie 700
- Rangeerterrein
- Rangeren
- Red Nacional de los Ferrocarriles Españoles
- Regionaal openbaar vervoer
- Regio-Shuttle
- Reisplanner
- Réseau express régional
- RENFE
- Rhätische Bahn

- Rhijnspoorweg
- Richtlijn 91/440
- RID
- RijnGouwelijn
- Rijtuig
- Ringspoorbaan
- RIT
- Rolgeluid
- Rollendmaterieelfabrikant
- Rolwagen
- Rondje om de kerk
- Rotterdam Centraal
- Rotterdam Rail Feeding
- Russische spoorwegen

## S
- S-Bahn
- S-Bahn van Berlijn
- S-tog
- SailTrain
- Scharfenbergkoppeling
- Schiphollijn
- Schneebergbahn
- Schweizerische Bundesbahnen
- ScotRail
- Seinhuis
- Semmeringbahn
- SGM
- Shinkansen
- Siemens ES 64 F4
- Siemens Mobility
- Sik
- Slijptrein
- Stoptreinmaterieel '90
- Smalspoor
- SNCF
- Sneltrein
- South Eastern Trains
- Southern
- South West Trains
- Spartacusplan
- Spoorboekje
- Spoorbrug
- spoorwegbeheerder
- Spoorzoeken
- Spoordetectie
- Spooraansluiting

- Spoorlijnen in Nederland
- Spoorslag '70
- Spoorspatting
- Spoorstaaf
- Spoorstroomloop
- Spoortunnel
- Spoorverdubbeling
- Spoorweg
- Spoorweghalte
- spoorwegmaatschappij
- Spoorwegmuseum Sint-Petersburg
- Spoorwegonderneming
- Spoorwegmaatschappijen (lijst)
- Spoorwegongeval
- Spoorwegovergang
- Spoorwegrijtuig
- Spoorwegsein
- Spoorwegstakingen van 1903
- Spoorwegstaking van 1944
- Spoorwegstation
- Spoorwijdte
- Spoorwijdten (lijst)
- Sprinter
- Spurt
- SRA
- SRT
- SS
- St. Kitts Scenic Railway
- Staatsspoorweg
- Staatsspoorwegen

- Stadler Rail
- Stadsgewestelijk Materieel
- Stadtschnellbahn
- Stamlijn
- State Railways of Thailand
- Station
- George Stephenson
- STAR
- Stichting Stadskanaal Rail
- Stichtse lijn
- Stoomlocomotief
- Stoom Stichting Nederland
- Stoomtram Hoorn – Medemblik
- Stoomtrein Goes-Borsele
- Stootblok
- Stootjuk
- Stoptrein
- Storstockholms Lokaltrafik
- Stoten
- Strategic Rail Authority
- Strengelspoor
- Stroomafnemer
- Stroomlijnmaterieel
- Strukton
- Stuureffect van de spooras
- Stuurstandrijtuig
- Schweizerische Bundesbahnen
- Symmetrietijd
- Syntus

## T
- T, Plan
- Talbot
- Talent
- Talgo
- Tandradspoorweg
- Tauernbahn
- TEE
- TEE-treinstel, Nederlands-Zwitsers
- Telerail
- Thaise Staatsspoorwegen
- Thalys
- Thameslink
- Thermietlas
- Tijdlijn van de spoorweggeschiedenis
- Toeristische spoorweg
- TNV

- Toeristische spoorweg
- Train à Grande Vitesse
- Tram-train
- Trans-Australian Railway
- Transcontinentale spoorlijn
- Transcontinental Railroad
- Trans Europ Express
- Transilien
- Trans Link Systems (OV-chipkaart)
- Translink (Noord-Ierland)
- Transrapid
- Trans-Siberische spoorlijn
- Transport express régional
- Trein
- Treinbeheersing
- Treinbestuurder

- Treindetectie
- Treindienstleider
- Treinkaartje
- TreinNummerVolgsysteem
- Treinrampen
- Treinramp Harmelen
- Treinserie
- Treinspotter
- Treinstam
- Treinstel
- Treinvervoer
- Trek-duwtrein
- Trenau Arriva Cymru
- Trenitalia

## U
- U, Plan
- UIC

- Union Internationale des Chemins de fer
- Utrechtboog

- Utrecht Centraal

## V
- V, Plan
- Valleilijn
- Variabele asbreedte
- Veenendaallijn
- Velsertunnel
- Veluwsche Stoomtrein Maatschappij
- Vennbahn

- Veolia Transport
- Veolia Transport Nederland
- Verkanting
- Vierkante wielen
- Viersporigheid
- Virgin Trains
- Vlakke plaats

- Vleugeltrein
- Voegloos spoor
- VolkerRail
- Vorkaansluiting
- Vrije baan
- VSM

## W
- W, Plan
- Wachter (spoorwegen)
- Wadloper
- WAGN
- Wagon

- Waggonfabrik Talbot
- Walt Disney World Monorail
- Werkspoor
- Wessex Trains

- West Anglia Great Northern Railway
- Willemspoortunnel
- Wissel
- Woldjerspoorweg

## X
- X, Plan
- X2000

## Y
- Y, Plan

## Z
- Z, Plan
- Zaanlijn
- Zakspoor
- Zeeuwse Lijn
- Zelflosser

- Zentralbahn
- ZHESM-materieel
- Zoetermeer Stadslijn
- ZLSM
- Zuiderkoggelijn

- Zuiderzeelijn
- Zuidooster spoorlijn
- Zuid-Limburgse Stoomtrein Maatschappij
- Zwitserse spoorwegen